# ادبیات برزیل
پدرو آلوارس Alwares کوبرال سرزمین برزیل را در سال ۱۵۰۰ در راهش به هند کشف کرد و منشی او پرووازد کامینها Caminha اولین کسی بود که شرحی از منطقه برزیل به رشته تحریر درآورد.
در سده شانزدهم هم مهم‌ترین نویسندگان برزیل همه به زبان پرتغالی می‌نوشتند و دربارهٔ زیبایی‌های طبیعی و آداب و عادات سرخ‌پوستان آثار دلاویزی پدید آوردند. برجسته‌ترین نویسنده این عصر مردی به نام جوزه آنجیتا Anchieta (۱۵۹۷-؟۱۵۳۴) از فرقه مذهبی یسوعیها که شاعر و درام‌نویس و تاریخ نویسی، مذهبی بود.

## سده هفدهم
در سده هفدهم با رشد و توسعه صنعت نیشکر در برزیل، ناحیه با هیاوپرنا مبوکو به سرعت ترقی یافت شهرهای بزرگ و کلیساها نقش عمده‌ای در تقویت هنر و ادبیات منتهی به سبک باروک داشتند. از طرف دیگر نهضت‌ها و تحولاتی در این سرزمین به وقوع پیوست.
بنتوتیکز با پینتو (۱۶۱۸-۱۵۴۰) اولین شاعری بود که اشعاری جالب سرود و مانوئل بوتلود اولیویرا Oliveria (۱۷۱۱-۱۶۳۶) نیز اشعار جالبی پدید آورد.
از ادیبان دیگر سده هفدهم فری ویسنت دوسالوادور (۱۶۳۶-۱۶۶۴) و گریگوریود ماتوس گیورا Guerra (۱۶۹۶-۱۶۶۳) و آنتونیو وییرا (۱۶۹۷-۱۶۰۸) و سرمائوس Sermoes (۱۷۴۸-۱۶۷۹) را می‌توان نام برد که هر یک آثار ادبی جالبی اعم از نظم و نثر خلق کردند.

## سده هجدهم
سده هجدهم عصری طلائی و درخشان در برزیل بود. سائوپائولو و ریودوژانیرو و مراکز فرهنگی، ادبی و اقتصادی و هنری برزیل به‌شمار می‌رفت که در آن‌ها آثار بدیع هنری اعم از معماری و مجسمه‌سازی و نقاشی و ادبی خلق گردید. بسیاری از آکادمی‌های علمی و ادبی تأسیس شد و اعضاء این مؤسسات علمی در برزیل معروف بودند.
در میان گروه ادیب دانشمند سبساتیائو دارو کاپیتا (۱۸۳۷-۱۶۶۰) و پدرو تاکیوئس (۱۷۷۷-۱۷۱۴) مورخ نیونومار کوئس پریرا (۱۷۲۸-۱۶۵۲) رمان‌نویس و میتاس آریس راموس دسیلوا داکا Eca (۱۷۷۰-۱۷۰۵) دارای اهمیت فراوان بوده‌اند.
در اواخر سده هجدهم تأثیر و نفوذ نویسندگان و فلاسفه فرانسوی در برزیل بسیار عمیق بود به‌طوری‌که تغییر و تحولی در ادبیات این سامان صورت گرفت. یکی از رهبران و پیشوایان نظم و نثر برزیل توماس آنتونیوگونزاگا (۱۸۱۰-۱۷۴۴) بود که آثاری بدیع و جالب آفرید.
اشعار غنائی به وسیله شاعران متعدی در سده هجدهم در برزیل سروده شدک ه مایه‌های چوپانی و روستائی و غیره داشت از مهم‌ترین این گروه شاعران که اشعاری دلاویز سرودند می‌توان کلایودیو مانوئل داکوستا (۱۷۸۹-۱۷۲۹) سراینده منظومه Obras (در ۱۷۶۸ سرود) توماس آنتونیوگونزاگا منظومه Mariliade Dirceu را سرود و چند بار چاپ و مهم‌ترین و جالب‌ترین شعر سده هجدهم بود و مانوئل ایگناسیوداسیلوا آلوارنگا (۱۸۱۴-۱۷۴۹) نویسنده کتاب Glaura (۱۷۹۹) بود، را ذکر کرد.
دو تن شاعر دیگر یکی به نام جوزه بازیلیودا گاما (۱۷۹۵-۱۷۱۴) و جوزه دسانتاریتا دورااو (۱۷۸۴-؟۱۷۲۰) یک منظومه رزمی نوشت. بازیلیو نویسنده‌ای از اوروگوئه که به میسیون مذهبی ژوزئیت‌ها حمله کرد، سانتاریا نویسنده و شاعر شعری جالب سرود این منظومه مقداری مایه سرخ‌پوستی و توضیحاتی از آداب و رسوم آنان را دربر داشت.

## رمانتیسم
در سال ۱۸۰۸ نایب السلطنه پرتغال از ترس ناپلئون گریخت ودرار خویش را در ریودوژانیرو قرار داد. این واقعه منتهای اهمیت را برای برزیل در برداشت برای اینکه اکنون ملیت مستعمراتی اهمیت یافته و کشور برزیل اعتبار و مرکزیتی کسب کرده بود.
در سال ۱۸۲۲ دام پدروی اول جانشین دام جوآن گشت و اعلان استقلال کرد. آنگاه چند سال بعد تا سال ۱۸۴۰ یک دوره اغتشاش سیاسی حمفرما بود، تا اینکه دام پدروی دوم امپراتور شد. در این حوال سلطنت یک دوره طولانی سعادت‌آمیز واگذرانید و صلح برقرار گشت و فرهنگ ترقی و رونق یافته، اما بین سال‌های ۱۸۰۸ و ۱۸۰۴ ادبیات به افکار و ایده‌های سیاسی آمیخته گشت، روزنامه‌نگاری راه باز می‌کن و بیانات خطابه‌ای رونق می‌گیرد و اینک نگاهی اجمالی به وضع سبک رمانتیسم ادبی برزیل می‌شود.

## شاعران
در دوره رمانتیک شاعران به دو دسته تقسیم گردیدند: یک دسته تمایل به سیاست و مسائل اجتماعی و علاقه به حالت تغزلی و غنائی احساساتی داشتند. جوزه بونیفاسیون Bonifacio دو آندرادا ای‌سیلوا رهبر بزرگ استقلال برزیل بود که بین سال‌های (۱۸۳۸-؟۱۷۶۳) می‌زیست دومینگوس جوزه گونکلاوزدماگال هیاز Magalhaes (۱۸۸۲-۱۸۱۱) افسوس‌ها و آرزوهای شاعرانه اثر این ادیب است. از سال ۱۹۳۶ دوره دوم و نوع دوم رمانتیسم شروع می‌شود آوازها اثر آنتونیوگونکلاوزدیاس (۱۸۶۴-۱۸۲۳) است.
بزرگ‌ترین و آخرین شاعر رمانتیک برزیلی آنتونیو کاستروآلوز (۱۸۷۱-۱۸۴۷) که در حقیقت ویکتروهوگوی برزیل به‌شمار می‌رفت بود. او نویسنده و شاعری حساس و دارای آثاری پرارزش بود.
از میان شاعران بزرگ دیگر سبک رمانتیک برزیل می‌توان مانوئل آنتونیو آلوارس د آزودو (۱۸۵۲-۱۸۳۱) جانکوئیرافریر (۱۸۵۵-۱۸۳۲) کاسیمیرو جوزه مار کوئزدآبروئه (۱۸۶۰-۱۸۳۹) و فاگوندس وارلا (۱۸۷۵-۱۸۴۱) را برشمرد.

## رمان نویسی
در زمینه رمان‌نویسی نویسندگان رمانتیک برزیلی آثاری جالب خلق کردند از جمله برونته کوچک اثری پرشور و احساس است که به‌وسیله جواکیوم مانوئل د میسدو (۱۸۸۲-۱۸۲۰) تصنیف گردید. اما بهترین رمان این سبک زندگی به گروهبان پلیس اثر مانوئل آنتونیو دآلمیدا (۱۸۶۱-۱۸۳۱) را باید برشمرد.
بزرگ‌ترین اثر ادبی برزیلی از آن جوآکیوم ماریاماکادودآسیس (۱۹۰۸-۱۸۳۹) است که در اواخر دوره سبک رمانتیک برزیل پدید آمد. این نویسنده سبک خود را ابداع و حقیقت را در آنالیز روح بشری جستجو می‌کرد.

## پانراسی‌ها و نمادگرایان
رایموندو کورریا (۱۹۱۱-۱۸۶۰) آلبرتو داولیورا (۱۹۳۷-۱۸۵۷) و دیسنت دو کاروالو (۱۹۲۴-۱۸۶۶) اولین پارناسی‌های برزیل بودن اما اولاو براز مارتینزدوزگیومارائس بیالک (۱۹۱۸-۱۸۶۵) شاعر بزرگ این سبک بود. بیلاک در آثار خویش از نوشته‌های ویکتورهوگو سود فراوان جست.
بهترین شاعر سیاه پوست جوآن داکروز ای سوزا Souza (۱۸۹۸-۱۸۶۲) بود. که مجموعه‌های منظوم متعددی فراهم ساخت.
آلفوسوس دویومارائس Guimaraes (۱۹۲۱-۱۸۷۰) شاعری نمادگرا به‌شمار می‌رفت که در باب عشق و دین و مرگ در اشعار خویش سخن گفته بود.
اوگوستو دوس آنجوس (۱۹۱۴-۱۸۸۴) نیز مقام شایسته‌ای در ادبیات برزیل دارد اما وی بیشتر رئالیست بود تا سمبولیست.

## رمان واقع‌گرایانه
رمان رئالیستی بارمان Omulato (۱۸۸۱) اثر آلیویسیو گونکلاوزد آزودو (۱۹۱۳-۱۸۵۷) در برزیل شروع شد.
احتمالاً معروفترین کتاب رمان نیست شادی کتاب سرزمین‌های مرموز بود که به‌وسیله ایوکلیدس داکیونا Cunha (۱۹۰۹-۱۸۶۶) نوشته و در سال ۱۹۰۴ به انگلیسی ترجمه شد.
در سال ۱۹۰۲ دومین شاهکار ادبی برزیلی به نام کانان Canaan به وسیله گراکاآناها (۱۹۳۱-۱۸۶۸) تصنیف و در سال ۱۹۲۰ به انگلیسی ترجمه شد.
رمان آفونسوم هنریک لیما باره تو Barreto (۱۹۲۲-۱۸۸۱) دارای ارزش فراوان است. پایان اندوه پولیکاپو کیوآرسما (۱۹۱۱) یکی از آثار ارزنده این نویسنده است.
جوزه بنتو مونتوریولوباتو (۱۹۴۸-۱۸۸۳) یکی دیگر از رمان نویسان برجسته برزیل بود و بهترین اثرش تحت عنوان Urupes است.

## نوگرایی
میان سال‌های ۱۹۴۰-۱۹۱۸ برزیل دارای یک ملت متجدد گشت، اقتصادش ترقی یافت و احساسات ناسونالیستی به شدت ظهور کرد آثار هنری جالب اعم از موسیقی و نقاشی زمینه رشد و ترقی به دست‌آورد و نویسندگان برجسته‌ای قدیم به میدان نهادند.
درخشان‌ترین چهره ادبی، شاعر و نویسنده مدرن و بزرگ برزیلی ماربود آندراید (۱۹۴۵-۱۸۹۳) بود آثار ادبی متعدد به نظم و نثر پدید آورد که برخی از آن‌ها عبارتست از Pauliceia desvariada (۱۹۲۲)Losango Caqui (۱۹۲۶).
مانوئل باندریا (۱۸۸۶) یکی از شاعران برجسته برزیلی بود آثار متعددی خلق کرد جورج دولیما (۱۹۵۳-۱۸۹۸) شاعری انقلابی بود که برای شعر قواعد نوی عرضه نمود. شاهکارش در ادبیات سیاه پوستان تحت عنوان that Megress Fulu است.
موریلو مندس (-۱۹۰۲) نیز شاعری تواناست.
اوگوستو فردریکو اشمیت (-۱۹۰۶) یک تحول ادبی در ادبیات برزیل پدید آورد. آواز شب (۱۹۳۴) یکی از آثار وی است. در میان شاعران جوان‌تر وینسیوس دوموریاس (-۱۹۱۳) نویسنده و شاعری زیردست و خالق آثاری متعدد است.

## رمان معاصر
مهم‌ترین مکتب رمان نویسان معاصر نویسندگان منطقه شمال شرقی برزیل هستند.
جوزه لینس دوریگو (-۱۹۰۱) دربارهٔ زندگی مردم مناطق و شهرهای بزگ آثاری پدید آورد. اولین رمان او (کشتزار پسر بچه)۱۹۳۲) که قهرمان آن کودکی است که به‌طور آزاد و در چمن‌زار زندگی می‌کند. این نویسنده آثار متعدد دیگری نیز پدید آورد.
جورج آمادو (-۱۹۱۲) نیز از نویسندگانی بود که دربارهٔ زندگی کارگران و دهقانان سخن گفته‌است. رنج (۱۹۳۴) دریای مرده (۱۹۳۶) برخی از آثارش است.
گراسی لیانوراموس (۱۹۵۳-۱۸۹۲) را داستایوسکی برزیل پنداشته‌اند و برخی از آثار این نویسنده روانشناس به انگلیسی ترجمه شده‌است. راشل د کیوایروز Queiroz (-۱۹۱۰) یکی دیگر از نویسندگان رئالیست برزیلی است. جاده سنگی یکی از آثار این نویسنده است.
ترسیم واقعی رمان و رمان نویسان برزیلی بدون ذکر نام مارکوئس ربه لو (ادی دیاس د اکروز)(-۱۹۰۷) ناممکن است این نویسنده از حوادث روزمره زندگی مردم در خلق آثار خویش سود فراوان جسته است.
اریکوورسیمو (-۱۹۰۵) نویسنده چند رمان جالب که حتی تعدادی از آن‌ها به انگلیسی ترجمه شده‌است.
جوزه آمریکو دآلمیدا (-۱۸۸۷) نویسنده رمان (نیشکر بیهوده) (۱۹۲۸)
گاستوآ کرولس (-۱۸۸۸) و کلاریس لیس پکتور (-۱۹۲۳) از نویسندگان بزرگ معاصر برزیل هستند.
ریبه ئیروکوتو Ribeiro Couto (۱۸۹۸-۱۹۶۳) شاعری جهانی وطنی بود و دنیا را وطن خویش می‌پنداشت. این شاعر برزیلی مدتی پیرو مکتب انتیمیسم Intimisme بود؛ اما پس از چندی بکار و عمل و مبارزه پرداخت و زندگی خانه بدوشی را اختیار و سفرهای دور و دراز کرد.
وینیسیوس دی‌موراس Vinicius de Moraes از شاعران به نام برزیل است در سیر آفاق وانفس مردی خستگی ناپذیر بود بسیاری از جاها را زیر پا گذاشت و به سیر و سفر رفت اشعار این شاعر از کمال برخوردار و دارای لطف فراوان است.
دو مجموعه از اشعارش به زبان فرانسه ترجمه شده‌اند.
مانوئل بانده‌ئیرا Manuel Bandeira از شاعران نام‌آور برزیل بود که در آغاز جوانی مدتی در آسایشگاه‌های سوئیس به‌سر برد و با پل الورا شاعر نامدار فرانسه آشنا گشت و دوستی این دو مدت‌ها دوام یافت.
شیوه اشعار این شاعر مرثیه گونه و از حزن و اندوه سرخ‌پوستان ته‌مایهای دارد.
اوگوستو فردیکو اشمیت برزیلی طرفدار رمانتیسم است ولی منظره پرداز نیست به سیاست و تجارت نیز اشتغال ورزیده است. آثار فراوانی این شاعر خلق کرد که در آن‌ها رایحه مذهبی استشمام می‌شود.
سسیلیا مئیرلس Cecilia Meireles از زنان شاعر توانای برزیل است. وی پرتغالی زبان است و در اشعارش از مرده‌ریگ فرهنگی قاره جدید و عوالم زنانه مطالبی بس دلپذیر و هنرمندانه به چشم می‌خورد.

## برخی از منابع
دانشنامه های: کلمبیا، آمریکانا، هنر و بریتانیکا.